# Мурадов, Георгий Львович
Гео́ргий Льво́вич Мура́дов (род. 19 ноября 1954 года, Кочмес Интинского р-на, Коми АССР, РСФСР, СССР) — советский и российский политик, государственный деятель, дипломат. Заместитель председателя Совета министров Республики Крым — постоянный представитель Республики Крым при президенте Российской Федерации с 7 августа 2014 года. Советник мэра Москвы. Чрезвычайный и полномочный посол. Член Правительственной комиссии по делам соотечественников за рубежом.  Действительный государственный советник Российской Федерации 2 класса. Действительный государственный советник города Москвы 1 класса (2000). Профессор МГИМО, директор Центра исследований проблем российской цивилизации в современном мире МГИМО.

## Биография
Родился 19 ноября 1954 года, в посёлке Кочмес Интинского района Коми АССР в семье врачей, участников Великой Отечественной войны. Отец, Лев Владимирович Мурадов (род. 1910, Краснодар), армянин по национальности, майор медицинской службы. Мать — Елена Илларионовна Шаповалова.
В 1979—1992 годах — на дипломатической службе в Греции. Работал на различных должностях в центральном аппарате и загранучреждениях МИД СССР и России.
В 1992—1996 годах — советник-посланник Посольства Российской Федерации в Болгарии.
В 1996—1999 годах — чрезвычайный и полномочный посол России в Республике Кипр.
В 2000—2007 годах — руководитель Департамента международных связей города Москвы.
В 2007—2010 годах — руководитель Департамента внешнеэкономических и международных связей города Москвы.
В 2010—2014 годах — заместитель руководителя Федерального агентства по делам Содружества Независимых Государств, соотечественников, проживающих за рубежом, и по международному гуманитарному сотрудничеству (Россотрудничество).
С 7 августа 2014 года — заместитель председателя Совета министров Республики Крым, постоянный представитель Республики Крым при президенте Российской Федерации.
19 июня 2021 года был выдвинут кандидатом в депутаты Государственной Думы VIII созыва (Региональная группа № 50, Республика Крым) от партии «Единая Россия».

### Образование
1972 год — окончил среднюю специальную (английский язык) школу № 36 города Краснодара.
1972—1974 годы — студент вечернего отделения факультета романо-германской филологии Кубанского государственного университета (Краснодар).
1979 год — с отличием окончил Московский государственный институт международных отношений (университет) Министерства иностранных дел Российской Федерации
(МГИМО МИД России), специальность — международные отношения. Ленинский стипендиат.
1996 год — окончил высшие дипломатические курсы Дипломатической академии МИД России.
Имеет учёную степень доктора исторических наук.

### Общественная деятельность
- Вице-президент Российской ассоциации международного сотрудничества;
- Председатель президиума общественной Черноморской ассоциации международного сотрудничества;
- Член попечительского совета и исполкома Московской международной бизнес-ассоциации;
- Член исполкома Международной ассамблеи столиц и крупных городов стран СНГ (МАГ)
- Член президиума Правительственной комиссии Российской Федерации по делам соотечественников за рубежом;
- Член президиума Международного совета российских соотечественников;
- Член правления Вольного экономического общества России;
- Председатель Правления Московского Фонда международного сотрудничества имени Юрия Долгорукого;
- Президент Ассоциации обществ дружбы с Грецией и Кипром;
- Первый заместитель председателя Кубанского землячества города Москвы.
- Член попечительского совета Фонда содействия защите прав и законных интересов граждан за рубежом «Русский Мир»[5]

### Признание
- Почётный гражданин города Цхинвал

### Дипломатический ранг
- Чрезвычайный и полномочный посланник 2 класса (1 апреля 1996)[6].

### Личная жизнь
- Супруга — Мурадова Ирина Юрьевна.
- Сыновья — Мурадов Юрий Георгиевич, Мурадов Сергей Георгиевич и Нарышкин Альберт Георгиевич.

Владеет английским, греческим и болгарским языками.

## Санкции
В 2014 году включён в список лиц, подвергнутых санкциям Европейского союза так как «он сыграл важную роль в укреплении российского государственного контроля над Крымом с момента его незаконной аннексии».
1 сентября 2016 года попал в санкционный список США за «деятельность, связанную с конфликтом на Украине». 24 июня 2021 года внесён в санкционный список Украины за действия, направленные на подрыв территориальной целостности Украины.
По аналогичным основаниям находится под санкциями Великобритании, Канады, Швейцарии и Австралии. В 2022 году, после нападения России на Украину, Мурадов был внесён ФБК в список коррупционеров и разжигателей войны, с предложением введения против него международных санкций.

## Награды

### Награды России
- Орден «За доблестный труд» (31 июля 2025) — за достигнутые трудовые успехи и многолетнюю добросовестную работу[14];
- Орден Александра Невского (30 декабря 2022) — за достигнутые трудовые успехи и многолетнюю добросовестную работу[15];
- Орден Почёта (11 марта 2010) — за достигнутые трудовые успехи и многолетнюю добросовестную работу[16]
- Орден Дружбы (05 ноября 2004) — за достигнутые трудовые успехи и многолетнюю добросовестную работу[17]
- Почётный работник Министерства иностранных дел Российской Федерации — за значительный вклад в расширение политических и торгово-экономических международных связей Российской Федерации, обеспечение прав и интересов российского государства, его граждан и юридических лиц за рубежом, долголетнюю добросовестную работу;
- Орден «За верность долгу» (Республика Крым) — за активную общественно-политическую деятельность, личный вклад в укрепление единства, развитие и процветание Республики Крым;
- Три ордена Русской Православной Церкви:
  - Орден Святого благоверного князя Даниила Московского II ст.;
  - Орден Святого благоверного князя Даниила Московского III ст.;
  - Орден Преподобного Сергия Радонежского III ст.;
- Медаль МО РФ «За возвращение Крыма» — за заслуги и отличия, проявленные при обеспечении безопасности мероприятий, связанных с защитой прав и жизни граждан Крыма, проведением референдума в Крыму 16 марта 2014 года, вхождением Крыма в состав Российской Федерации по результатам проведённого референдума;
- Юбилейный знак «Министерство иностранных дел Российской Федерации. 200 лет»;
- Юбилейный знак «200 лет Консульской службы Министерства иностранных дел Российской Федерации»;
- Почётный знак Росзарубежцентра при МИД Российской Федерации «За вклад в дело дружбы»;
- Почётный знак Федерального агентства Россотрудничество «За дружбу и сотрудничество»;
- Серебряная медаль «Великий князь Иван I Данилович Калита» (2004)[18] — за большой вклад в развитие предпринимательства;
- медаль «В память 850-летия Москвы»;
- медаль «В память 1000-летия Казани»;
- медаль Министерства обороны Российской Федерации «200 лет Министерству обороны»;
- медаль Министерства обороны Российской Федерации «За укрепление боевого содружества»;
- Юбилейная медаль «В ознаменование 5-й годовщины воссоединения Крыма с Россией 2014—2019»;
- Почётная грамота Совета министров Республики Крым;
- Юбилейная медаль «В память 1000-летия преставления равноапостольного великого князя Владимира»
- Почётная грамота Правительства Москвы;
- Заслуженный работник органов государственной власти Республики Крым (2019) — за весомый личный вклад в становление и развитие Республики Крым, многолетний добросовестный труд и высокий профессионализм[19]
- Памятная медаль общественной организации «Революционный комитет „Севастополь — Крым — Россия“» «За освобождение Крыма и Севастополя» (17 марта 2014) — за личный вклад в дело по возвращению Крыма в Россию[20]
- Государственная премия Республики Крым (2023) — за монографию «Международные связи Республики Крым (2014—2022)»[21]

### Иностранные государственные и региональные награды

#### Южная Осетия
- Орден Дружбы (2009)
- Орден Дружбы (2018);
- Медаль «В ознаменование 25-летия Республики Южная Осетия»;
- Медаль «За вклад в международное сотрудничество».
- Почетный гражданин города Цхинвал

#### Абхазия
- Медаль «В память 200-летия со дня вхождения Абхазии в состав Российской Империи».
- Наградные часы от президента Абхазии С. В. Багапша

#### Приднестровская Молдавская Республика
- Медаль «Участнику миротворческой операции в Приднестровье».

#### Украина
- Медаль «За заслуги перед Луганщиной»;
- Почётный знак «За заслуги перед городом», г. Донецк;
- Почётная грамота Президиума Верховной Рады Автономной Республики Крым (Автономная Республика Крым, Украина, 5 сентября 2005) — за значительный личный вклад в проведении реставрации памятника культуры международного значения Дома-музея М. А. Волошина (г. Феодосия)[22]